# Saint-Aubin-sur-Mer (Calvados)
Saint-Aubin-sur-Mer is een gemeente in het Franse departement Calvados (regio Normandië). De plaats maakt deel uit van het arrondissement Caen. Saint-Aubin-sur-Mer telde op 1 januari 2022 2.125 inwoners.

## Over
Saint-Aubin-Sur-Mer ligt gelegen aan de Coté de Nacre, een wateroppervlak naast de Baies de La Seine (Mond van de Rivier Seine). In het dorp is een boulevard van circa 800 meter. Aan deze boulevard staan meerdere vlaggenmasten met vlaggen van de wereld. 

## Geografie
De oppervlakte van Saint-Aubin-sur-Mer bedroeg op 1 januari 2022 3,03 vierkante kilometer; de bevolkingsdichtheid was toen 701,3 inwoners per km².
De onderstaande kaart toont de ligging van Saint-Aubin-sur-Mer met de belangrijkste infrastructuur en aangrenzende gemeenten.

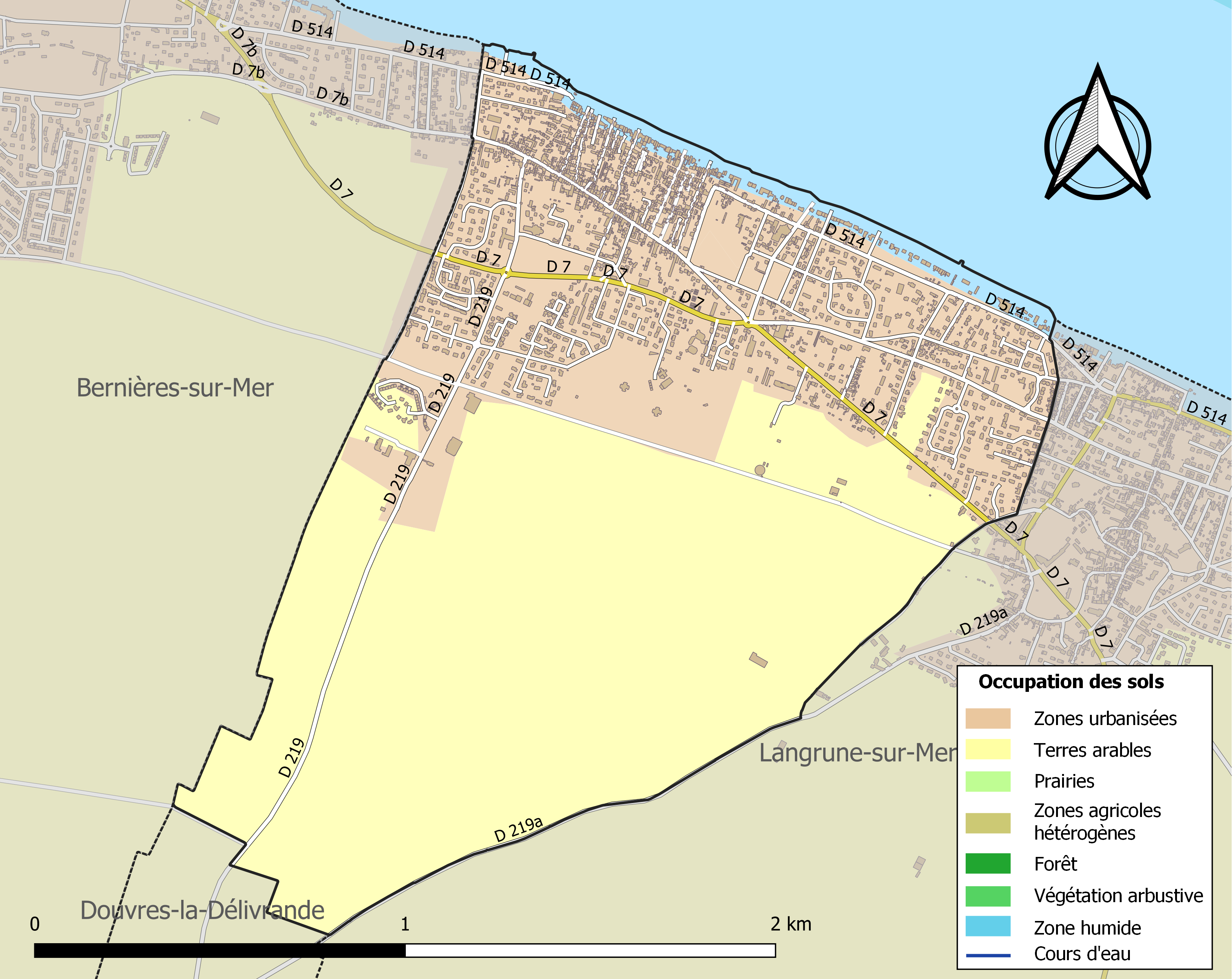

## Verkeer en vervoer
In de gemeente ligt het - gesloten - spoorwegstation Saint-Aubin-sur-Mer. Door het dorp loopt de D514, een regionale weg die zich over de gehele kustlijn van het departement Calvados strekt.  

## Demografie
Onderstaande figuur toont het verloop van het inwonertal (bron: INSEE-tellingen).
Vanwege een beveiligingsprobleem met de MediaWiki Graph-software is het momenteel niet mogelijk deze grafiek weer te geven. Zodra de software is bijgewerkt zal de grafiek vanzelf weer zichtbaar worden.